# Bakhshali
Bakhshali é uma vila e Conselho da União  do Distrito de Mardan na província de Khyber Pakhtunkhwa do Paquistão. Situa-se a 34°17'0N 72°9'0E e tem uma altitude de 307 metros (1010 pés).